# Liste der Kulturdenkmale in Twedt
In der Liste der Kulturdenkmale in Twedt sind alle Kulturdenkmale der schleswig-holsteinischen Gemeinde Twedt (Kreis Schleswig-Flensburg) und ihrer Ortsteile aufgelistet (Stand: 10. März 2025).

## Legende
In den Spalten befinden sich folgende Informationen:
- Objekt-ID: die Nummer des Kulturdenkmales
- Lage: die Adresse des Kulturdenkmales und die geographischen Koordinaten. Kartenansicht, um Koordinaten zu setzen. In der Kartenansicht sind Kulturdenkmale ohne Koordinaten mit einem roten Marker dargestellt und können in der Karte gesetzt werden. Kulturdenkmale ohne Bild sind mit einem blauen Marker gekennzeichnet, Kulturdenkmale mit Bild mit einem grünen Marker.
- Offizielle Bezeichnung: Bezeichnung des Kulturdenkmales
- Beschreibung: die Beschreibung des Kulturdenkmales
- Bild: ein Bild des Kulturdenkmales

## Bauliche Anlagen
| Objekt-ID | Lage                                             | Offizielle Bezeichnung           | Beschreibung | Bild            |
| --------- | ------------------------------------------------ | -------------------------------- | --- | --------------- |
| 6647      | Kappelner Straße 17 (54° 36′ 14″ N, 9° 41′ 0″ O) | ehem. Meierei                    | ehem. Meierei; 1888/89; ein- und zweigeschossiger Backsteinbau, zwei parallel angeordnete zweigeschossige Baukörper mit Satteldächern und niedrigem Verbindungstrakt, rückwärtiger Anbau mit Pultdach, zeittypische Backsteingliederung, achteckiger Schornstein Begründung: geschichtlich, Kulturlandschaft prägend Schutzumfang: gesamtes Objekt Denkmaltyp: Bauliche Anlage | Fotos hochladen |
| 3842      | Kastanienallee 1 (54° 35′ 34″ N, 9° 40′ 32″ O)   | Hofanlage:Wohnhaus"Rockenfeller" | Alteintragung (Aktualisierung vorgesehen) - Begründung: Alteintragung (Aktualisierung vorgesehen) - Schutzumfang: Alteintragung (Aktualisierung vorgesehen) - Denkmaltyp: Bauliche Anlage | BW              |
| 332       | Lücke (54° 36′ 55″ N, 9° 41′ 47″ O)              | Hof Lücke: Kuhstall              | Alteintragung (Aktualisierung vorgesehen) - Begründung: Alteintragung (Aktualisierung vorgesehen) - Schutzumfang: Alteintragung (Aktualisierung vorgesehen) - Denkmaltyp: Bauliche Anlage | BW              |
| 1152      | Lücke (54° 36′ 57″ N, 9° 41′ 44″ O)              | Hof Lücke: Backhaus              | Alteintragung (Aktualisierung vorgesehen) - Begründung: Alteintragung (Aktualisierung vorgesehen) - Schutzumfang: Alteintragung (Aktualisierung vorgesehen) - Denkmaltyp: Bauliche Anlage | BW              |
| 1161      | Lücke (54° 36′ 57″ N, 9° 41′ 45″ O)              | Hof Lücke: Holzständerschuppen   | Alteintragung (Aktualisierung vorgesehen) - Begründung: Alteintragung (Aktualisierung vorgesehen) - Schutzumfang: Alteintragung (Aktualisierung vorgesehen) - Denkmaltyp: Bauliche Anlage | BW              |
| 1216      | Lücke (54° 36′ 56″ N, 9° 41′ 45″ O)              | Hof Lücke: Backsteinscheune      | Alteintragung (Aktualisierung vorgesehen) - Begründung: Alteintragung (Aktualisierung vorgesehen) - Schutzumfang: Alteintragung (Aktualisierung vorgesehen) - Denkmaltyp: Bauliche Anlage | BW              |
| 1337      | Lücke (54° 36′ 56″ N, 9° 41′ 49″ O)              | Hof Lücke: Schweinestall         | Alteintragung (Aktualisierung vorgesehen) - Begründung: Alteintragung (Aktualisierung vorgesehen) - Schutzumfang: Alteintragung (Aktualisierung vorgesehen) - Denkmaltyp: Bauliche Anlage | BW              |
| 1372      | Lücke (54° 36′ 56″ N, 9° 41′ 47″ O)              | Hof Lücke: Gutshaus              | Alteintragung (Aktualisierung vorgesehen) - Begründung: Alteintragung (Aktualisierung vorgesehen) - Schutzumfang: Alteintragung (Aktualisierung vorgesehen) - Denkmaltyp: Bauliche Anlage | BW              |
| 1381      | Lücke (54° 36′ 55″ N, 9° 41′ 49″ O)              | Hof Lücke: Abnahmehaus           | Alteintragung (Aktualisierung vorgesehen) - Begründung: Alteintragung (Aktualisierung vorgesehen) - Schutzumfang: Alteintragung (Aktualisierung vorgesehen) - Denkmaltyp: Bauliche Anlage | Fotos hochladen |
| 6648      | Lücke (54° 36′ 49″ N, 9° 42′ 1″ O)               | Hof Lücke: Brückenhaus           | Alteintragung (Aktualisierung vorgesehen) - Begründung: Alteintragung (Aktualisierung vorgesehen) - Schutzumfang: Alteintragung (Aktualisierung vorgesehen) - Denkmaltyp: Bauliche Anlage | BW              |

## Quelle
- Liste der Kulturdenkmale in Schleswig-Holstein – Kreis Schleswig-Flensburg